# قاسموفکا (شهرستان بیژبولیاکسکی، باشقیرستان)
قاسموفکا (انگلیسی: Kasimovka, Bizhbulyaksky District, Republic of Bashkortostan) یک شهرک در شهرستان بیژبولیاکسکی باشقیرستان کشور روسیه است.